# Margaret Beckett
Margaret Mary Beckett (nascida Jackson, 15 de janeiro de 1943) é uma política britânica que serviu como Membro do Parlamento (MP) para Derby South desde 1983.

## Carreira
Membro do Partido Trabalhista, ela se tornou a primeira mulher secretária de Relações Exteriores da Grã-Bretanha em 2006 e serviu no gabinete do primeiro-ministro Tony Blair durante todo o seu mandato. Vice-Líder da Oposição e Vice-Líder do Partido Trabalhista de 1992 a 1994, Beckett serviu brevemente como Líder da Oposição e Líder Interino do Partido Trabalhista após a morte de John Smith em 1994.
Depois que os trabalhistas retornaram ao poder em 1997, Beckett tornou-se membro do gabinete de Tony Blair inicialmente como presidente da Junta Comercial. Mais tarde, ela atuou como líder da Câmara dos Comuns e secretária de Estado para Meio Ambiente, Alimentação e Assuntos Rurais, antes de se tornar secretária de Relações Exteriores em 2006, a primeira mulher a ocupar esse cargo e - depois de Margaret Thatcher - a segunda mulher a ocupar um dos Grandes Ofícios de Estado. Após a renúncia de Blair como primeiro-ministro em 2007, Beckett não recebeu inicialmente um cargo do novo primeiro-ministro Gordon Brown; depois de ela ter passado um período nos backbenches, Brown a nomeou para seu gabinete como Ministra de Estado da Habitação e Planejamento em 2008, antes de ela deixar o governo pela última vez em 2009.